# Pont-de-Veyle
Pont-de-Veyle település Franciaországban, Ain megyében. Lakosainak száma 1600 fő (2022. január 1.). Pont-de-Veyle Crottet, Grièges, Laiz és Saint-Jean-sur-Veyle községekkel határos.

## Népesség
A település népességének változása:
| Lakosok száma | 1144 | 1253 | 1421 | 1496 | 1611 | 1592 | 1625 | 1641 | 1637 | 1600 |
|               | 1968 | 1982 | 1990 | 2006 | 2013 | 2015 | 2017 | 2019 | 2020 | 2022 |